# Marco Bertolini

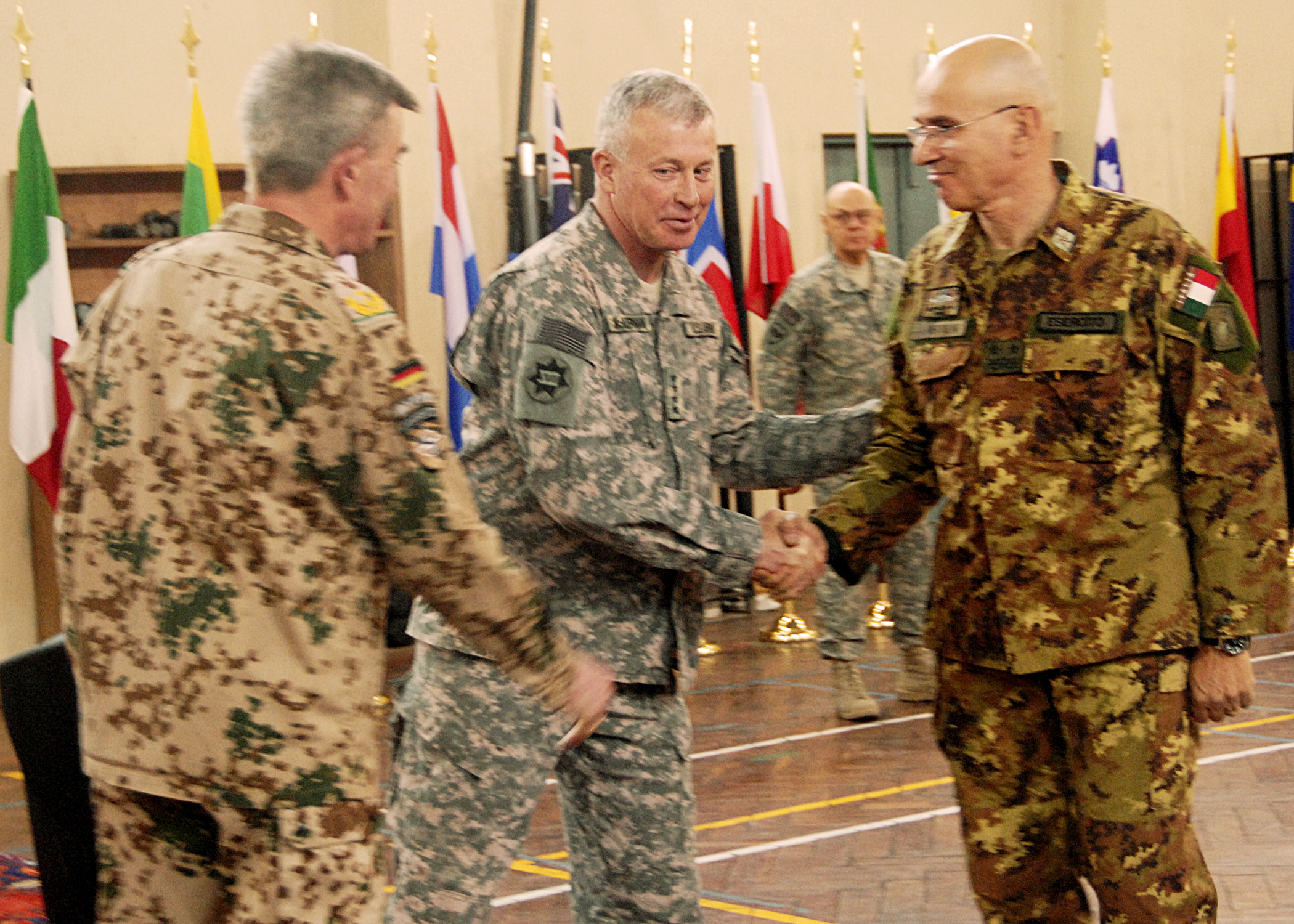
Marco Bertolini schüttelt die Hand mit David McKiernan

Marco Bertolini (* 21. Juni 1953 in Parma, Emilia-Romagna) ist ein Generalleutnant des italienischen Heeres im Ruhestand. Er war 2009 Chef des Stabes der ISAF-Truppe in Afghanistan und zuletzt bis Ende Juni 2016 Befehlshaber des Einsatzführungskommandos der italienischen Streitkräfte.

## Militärische Laufbahn
Bertolini wurde von 1972 bis 1976 an der Militärakademie in Modena und Turin ausgebildet und diente anschließend beim 9. Fallschirmjäger-Sturmbataillon Col Moschin in Livorno. Als Chef einer Spezialkräfte-Kompanie nahm er zwischen September 1982 und Juni 1983 an einer Friedensmission im Libanon teil. Nach Abschluss der Generalstabsausbildung in Civitavecchia und einer kurzen Verwendung in der Operationsabteilung des Heeresgeneralstabs kommandierte er von 1991 bis 1993 das Spezialkräftebataillon Col Moschin. Mit Teilen des Bataillons operierte Bertolini von Dezember 1992 bis Juni 1993 in Somalia, wo er mit seinen Soldaten unter anderem an heftigen Gefechten in Mogadischu beteiligt war. Bis 1997 war er Chef des Stabes der Fallschirmjägerbrigade Folgore in Livorno, von Juni 1996 bis April 1997 in Bosnien und Herzegowina auch Chef des Stabes der Multinational Brigade North in Sarajevo. Von 1997 bis 1999 kommandierte Bertolini das 9. Fallschirmjäger-Sturmregiment Col Moschin, daneben war er von Dezember 1998 bis April 1999 Chef des Stabes der multinationalen Extraction Force in Mazedonien. Von 1999 bis 2001 leitete er die Luftlandeschule in Pisa, wurde dann kurz stellvertretender Kommandeur der Fallschirmjägerbrigade Folgore und schließlich als Brigadegeneral bis 2004 ihr Kommandeur. Mit Teilen der Brigade operierte er von Juni bis September 2003 im Rahmen der Operation Enduring Freedom in Afghanistan.
Am 29. Juni 2004 wurde Bertolini zum Generalstab der italienischen Streitkräfte versetzt, wo er den Auftrag erhielt, ein neues Streitkräftekommando für die Operationen aller italienischen Spezialeinheiten aufzubauen. Dieses neue Kommando (COFS) nahm im Dezember 2004 seinen Dienst auf und Bertolini blieb bis Ende 2008 als Generalmajor an dessen Spitze.
Im Januar 2009 übernahm er vom deutschen General Hans-Lothar Domröse den Posten des Chefs des Stabes der ISAF in Afghanistan. Während dieser Verwendung kritisierte er in einem kurzen Leserbrief an den Corriere della Sera abfällige Äußerungen des Ministerpräsidenten Silvio Berlusconi über den Afghanistan-Einsatz. Als Reaktion darauf wurde Bertolini im Dezember 2009 zum Kommandeur eines Territorialkommandos in Florenz ernannt, welches vorwiegend Verwaltungsaufgaben übernimmt.
Im Februar 2012 wurde Marco Bertolini als Generalleutnant Befehlshaber des Einsatzführungskommandos der italienischen Streitkräfte in Rom-Centocelle. Am 1. Juli 2016 gab er diesen Posten an Vizeadmiral Giuseppe Cavo Dragone ab und ging in den Ruhestand.